# پیتمان اسنتر (تنسی)
پیتمان اسنتر(به انگلیسی: Pittman Center) شهری در ایالت تنسی کشور ایالات متحده آمریکا است که جمعیت آن در سرشماری سال ۲۰۱۰ میلادی، ۵۰۲ نفر بوده‌است.